# Grajewska Kępa
Grajewska Kępa – wyspa we wschodniej części jeziora Niegocin położona w województwie warmińsko-mazurskim, w powiecie giżyckim.